# Wengelsdorf

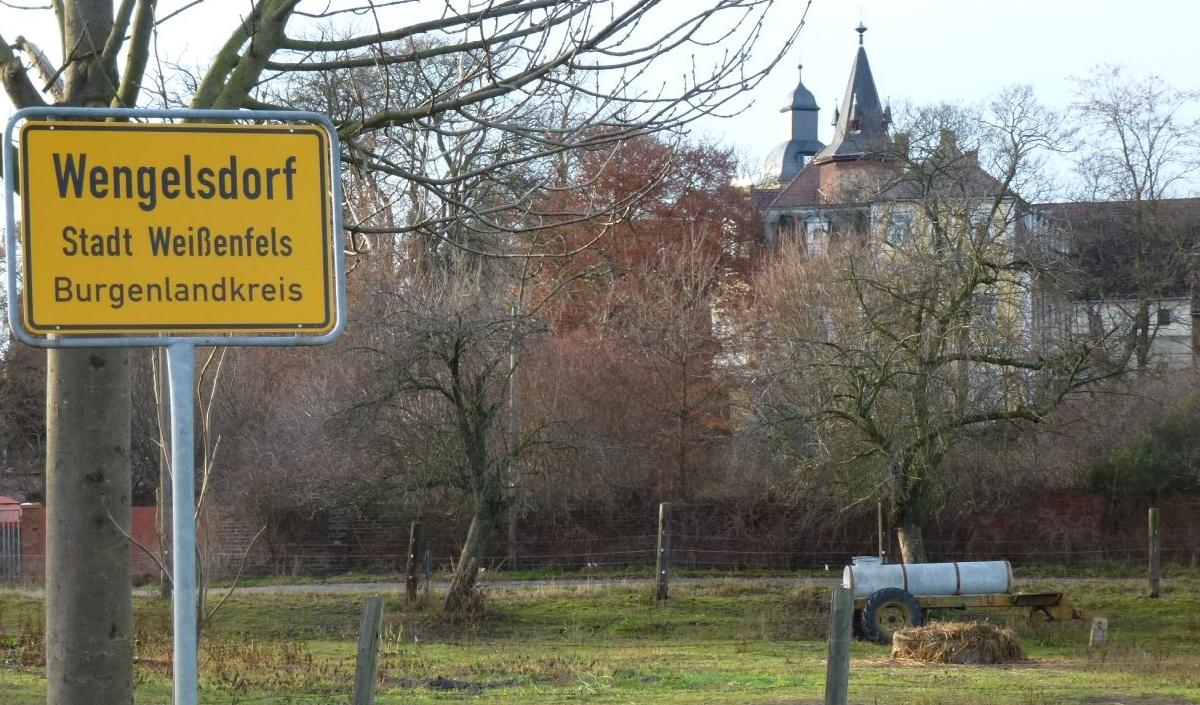
Ortseingang, von Bad Dürrenberg kommend

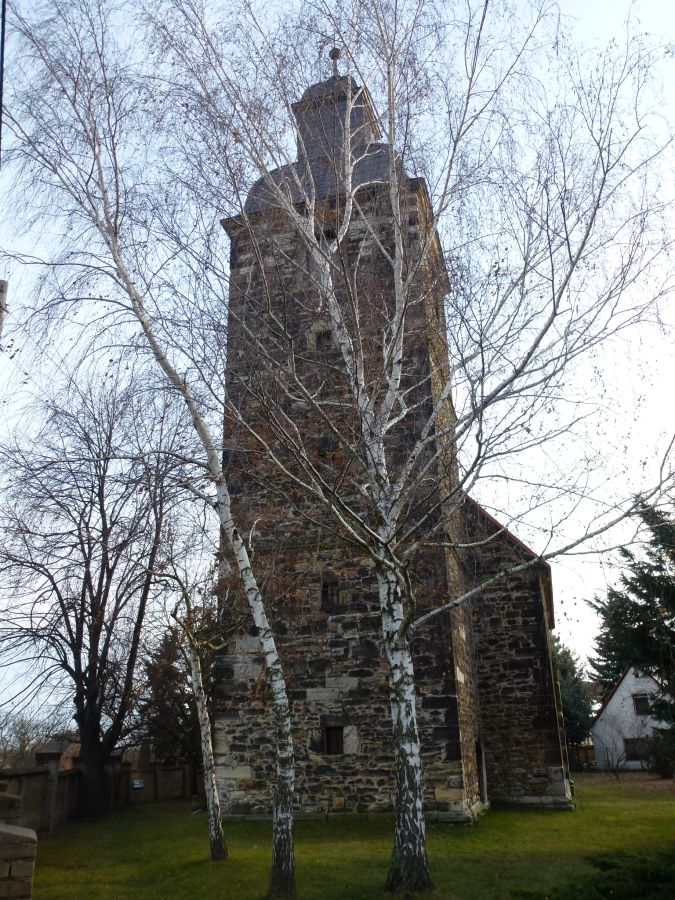
Kirche

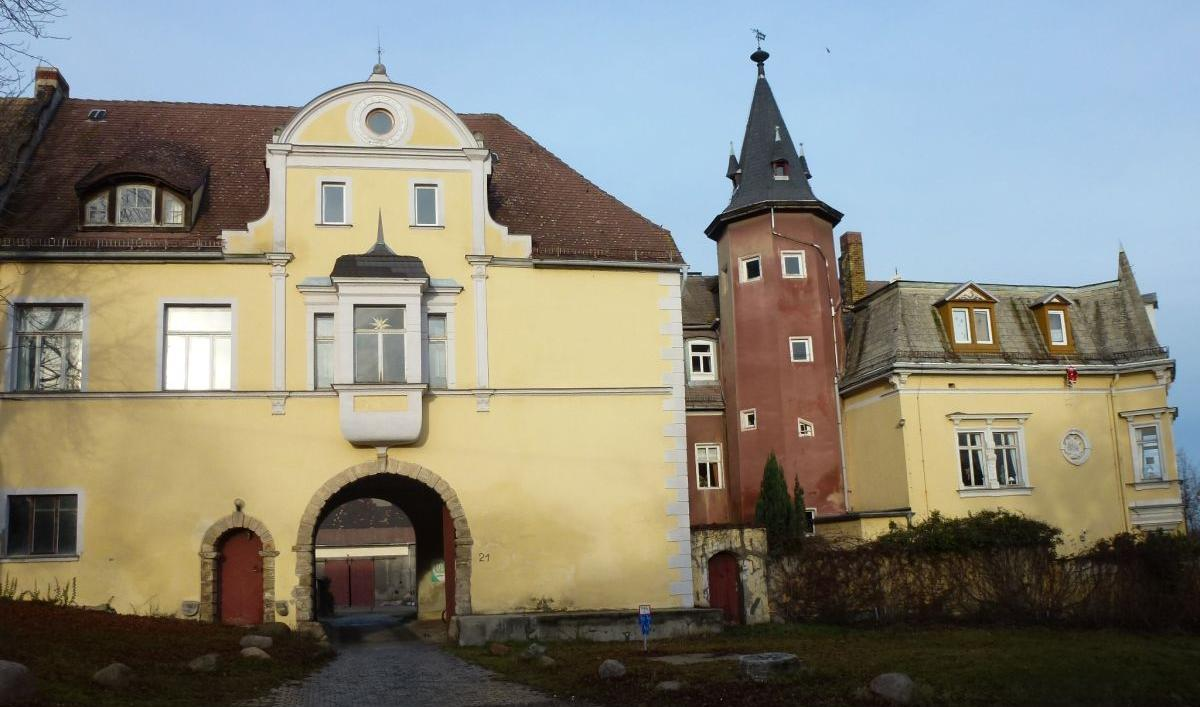
Ökologisches Gut

Wengelsdorf ist eine Ortschaft und ein Ortsteil der Stadt Weißenfels im Burgenlandkreis in Sachsen-Anhalt.

## Geografie
Wengelsdorf ist die nördlichste Ortschaft der Stadt Weißenfels. Auf der Gemarkung Wengelsdorf befinden sich zudem die Siedlungen Leina und Kraßlau. Sie grenzt im Norden an Kirchfährendorf, Ortsteil von Bad Dürrenberg im Saalekreis und im Süden an den Weißenfelser Ortsteil Großkorbetha. Die Saale bildet den östlichen Rand der Gemarkung.

## Geschichte
Wengelsdorf und die zum Rittergut Wengelsdorf gehörigen Orte Kraßlau und Leina lagen bis 1815 im kursächsischen Amt Weißenfels (Burgwerbener Gerichtsstuhl), das zwischen 1656/57 und 1746 zum Sekundogenitur-Fürstentum Sachsen-Weißenfels gehörte. Durch die Beschlüsse des Wiener Kongresses kamen Wengelsdorf, Kraßlau und Leina im Jahr 1815 zu Preußen. Sie wurden 1816 dem Kreis Weißenfels im  Regierungsbezirk Merseburg der Provinz Sachsen zugeteilt. Im 19. Jahrhundert verschmolzen Wengelsdorf, Kraßlau und Leina zu einer Gemeinde.
Bis zu ihrer Eingemeindung am 1. September 2010 gehörten zur Gemeinde Wengelsdorf die Ortsteile Kraßlau und Leina. Letzte ehrenamtliche Bürgermeisterin war Sybille Reider.

### Einwohnerentwicklung
Entwicklung der Einwohnerzahl:
| Jahr | Einwohner |
| ---- | --------- |
| 1990 | 945 *     |
| 1995 | 910       |
| 2000 | 936       |
| 2005 | 917       |
| 2017 | 873       |

* 3. Oktober

## Politik
Die bis zu ihrer Zwangseingemeindung 2010 selbstständige Gemeinde Wengelsdorf ist seither ein Ortsteil sowie eine Ortschaft der Stadt Weißenfels im Sinne des § 86 der Gemeindeordnung für das Land Sachsen-Anhalt. Sie verfügt über einen Ortschaftsrat und einen Ortsbürgermeister.

### Ortschaftsrat
Der Ortschaftsrat besteht aus fünf gewählten Ortschaftsräten. Seit der Wahl 2024 gehören alle fünf Ortschaftsräte der Wählergruppe Wir für Wengelsdorf an.
Der Ortsbürgermeister gehört dem Ortschaftsrat ex officio an und hat den Vorsitz inne.

### Ortsbürgermeister
Ortsbürgermeisterin ist seit 2010 Sybille Reider. Sie gehört zudem dem Stadtrat der Stadt Weißenfels an und ist dort Mitglied der Fraktion „Landgemeinden“.

## Kultur und Sehenswürdigkeiten
- Dorfkirche Wengelsdorf mit Mausoleum
- Turmholländermühle, südlich des Ortes
- Rittergut
- Kriegerdenkmal Wengelsdorf